# Roberto Rojas
Roberto Antonio Rojas Saavedra (* 8. srpna 1957, Santiago de Chile) je bývalý chilský fotbalista. Hrál na postu brankáře.

## Hráčská kariéra
Roberto Rojas hrál na postu brankáře za Aviación, Colo-Colo a São Paulo.
Za Chile hrál 49 zápasů.
V roce 1989 byl Rojas v bráně Chile v kvalifikačním utkání o mistrovství světa 1990 proti Brazílii na stadionu Maracanã v Riu de Janeiro. Kdyby Chile nevyhrálo, nepostoupilo by. Když prohrávalo 1:0, přilétla k Rojasovi pyrotechnika, on spadl na hřiště, svíjel se a držel si čelo. Rojas byl se zkrvavenou hlavou odnesen z hřiště; jeho spoluhráči odešli z hřiště a zápas byl nedokončený. Videozáznamy později ukázaly, že Rojas nebyl pyrotechnikou zasažen. Zjistilo se, že si poranění hlavy způsobil sám žiletkou, kterou měl schovanou v rukavici. FIFA kontumovala zápas 2:0 pro Brazílii, takže Chile nepostoupilo na MS 1990. Navíc bylo Chile vyloučeno z MS 1994 a Rojas byl doživotně vyloučen spolu s trenérem Orlandem Aravenou a týmovým lékařem Danielem Rodriguezem. Chilské šetření zjistilo, že Aravena nařídil Rojasovi a Rodriguezovi pomocí vysílačky zůstat na zemi a že Rojas měl opustit hřiště na nosítkách. Kapitán týmu Fernando Astengo dostal zákaz fotbalu na příštích pět let pro rozhodnutí o odchodu týmu z hřiště.

## Úspěchy
Colo-Colo
- Chilská liga: 1983, 1986

São Paulo
- Campeonato Paulista: 1987, 1989